# Augusto di via Labicana
L'Augusto di via Labicana è una statua marmorea che ritrae Augusto a figura intera, a tutto tondo, nelle vesti di pontefice massimo. Alta 207 cm, deve il suo nome alla zona dove venne scavata alle pendici del colle Oppio, in via Labicana, a Roma.
La statua è conservata al Museo Nazionale Romano di palazzo Massimo.

## Storia e descrizione
La statua è in realtà una copia di età tiberiana di un ritratto dell'imperatore eseguito alla fine del I secolo a.C. o all'inizio del I secolo d.C.: i tratti somatici piuttosto emaciati infatti suggerirebbero la realizzazione negli ultimi anni di vita, con i segni già evidenti della malattia e della stanchezza. Si tratta del più importante ritratto augusteo di questo periodo «finale», tra i pochi trovati a Roma.
Il capite velato è dovuto alla funzione di pontifex maximus dell'imperatore: il braccio destro, spezzato, aveva probabilmente in mano una patera, piatto rituale per lo spargimento di vino durante un sacrificio. La testa venne scolpita a parte, da uno specialista.

## Stile
Come in altre opere dell'arte augustea, la realizzazione è piuttosto fredda e «accademica»: l'effetto di stanchezza e lontananza psicologica di Augusto è per lo più dovuto all'opera di sublimazione verso la compassata arte greca classica, che ha come effetto una studiata immagine di distacco e spiritualità del princeps. La freddezza del volto ben si svela nel trattamento «metallico» dei capelli. Tuttavia il volto è composto con sapienza, con superfici lisce ampie, ma sufficientemente mosse per evitare uno sgradevole appiattimento.
Gli ampi sinus della toga sono molto curati, ma penalizzano la resa volumetrica del corpo, che appare in più punti svuotato a favore del mero effetto di superficie.

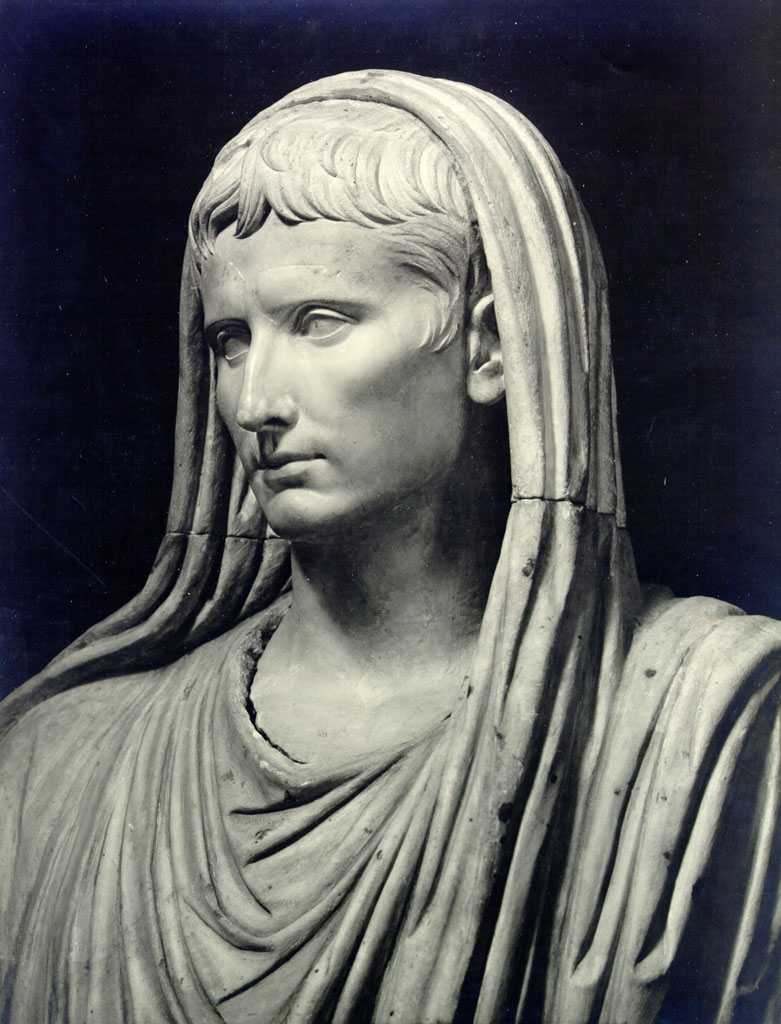
Dettaglio del viso
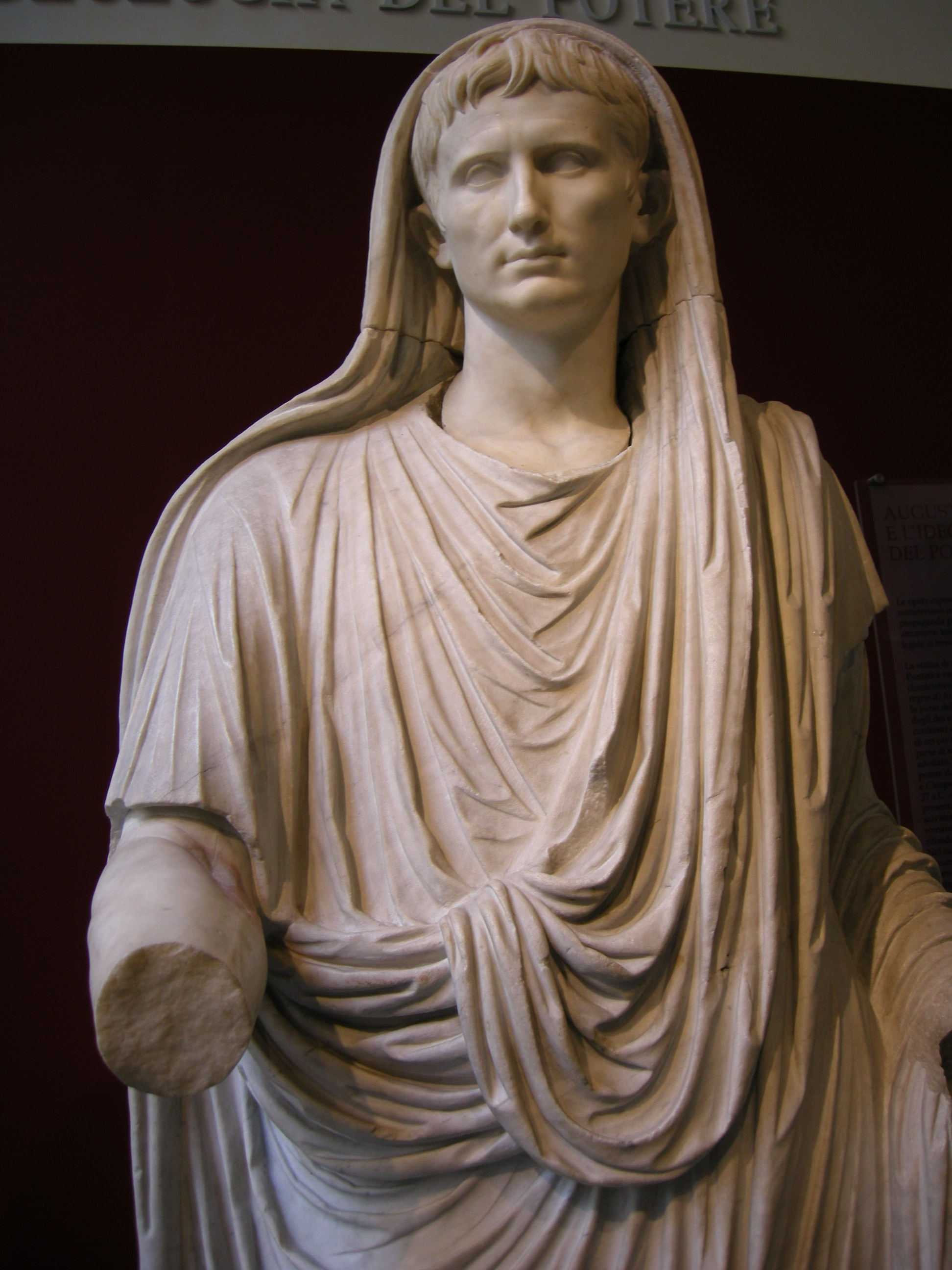
Dettaglio del mezzobusto
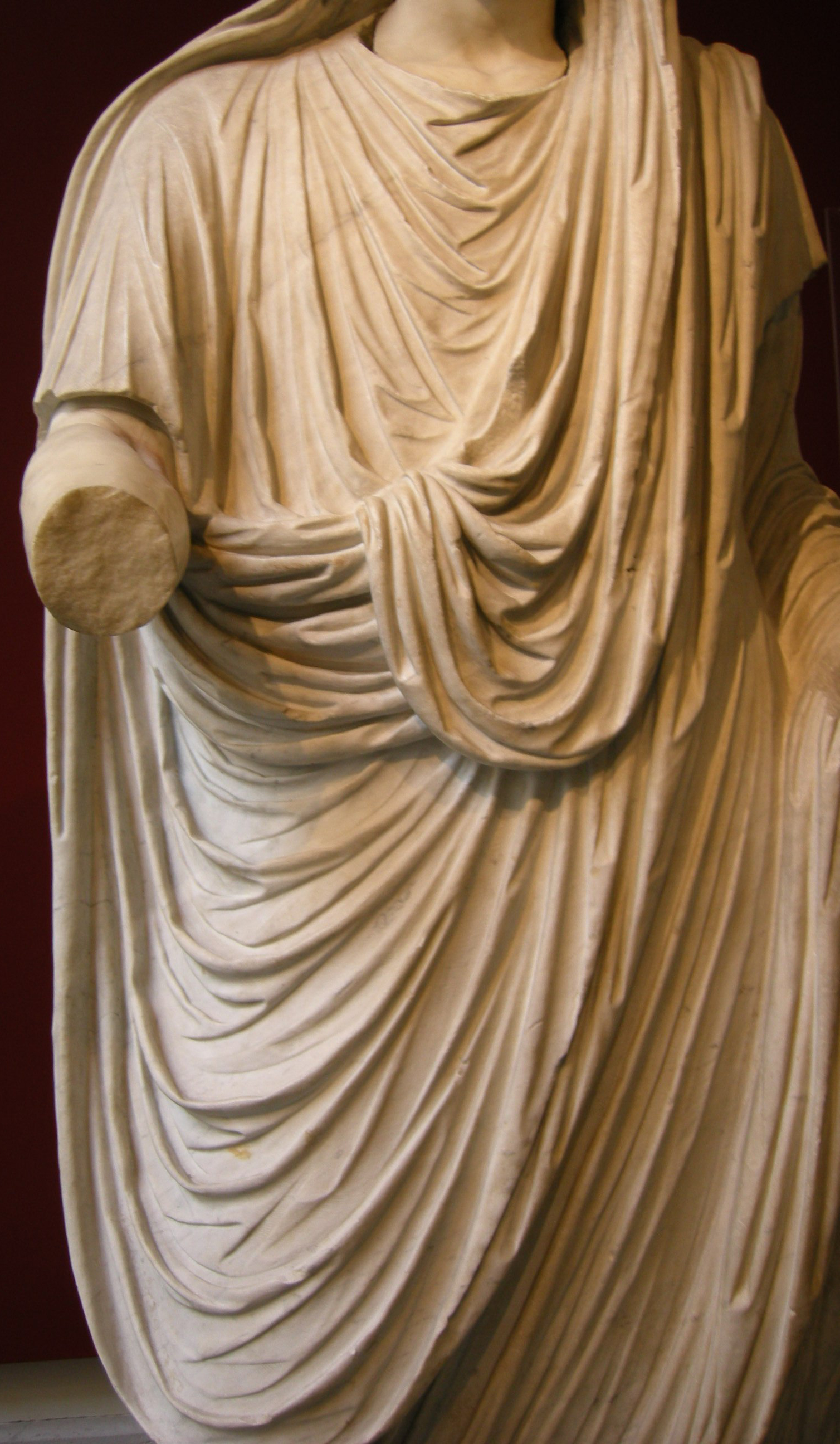
Dettaglio della toga
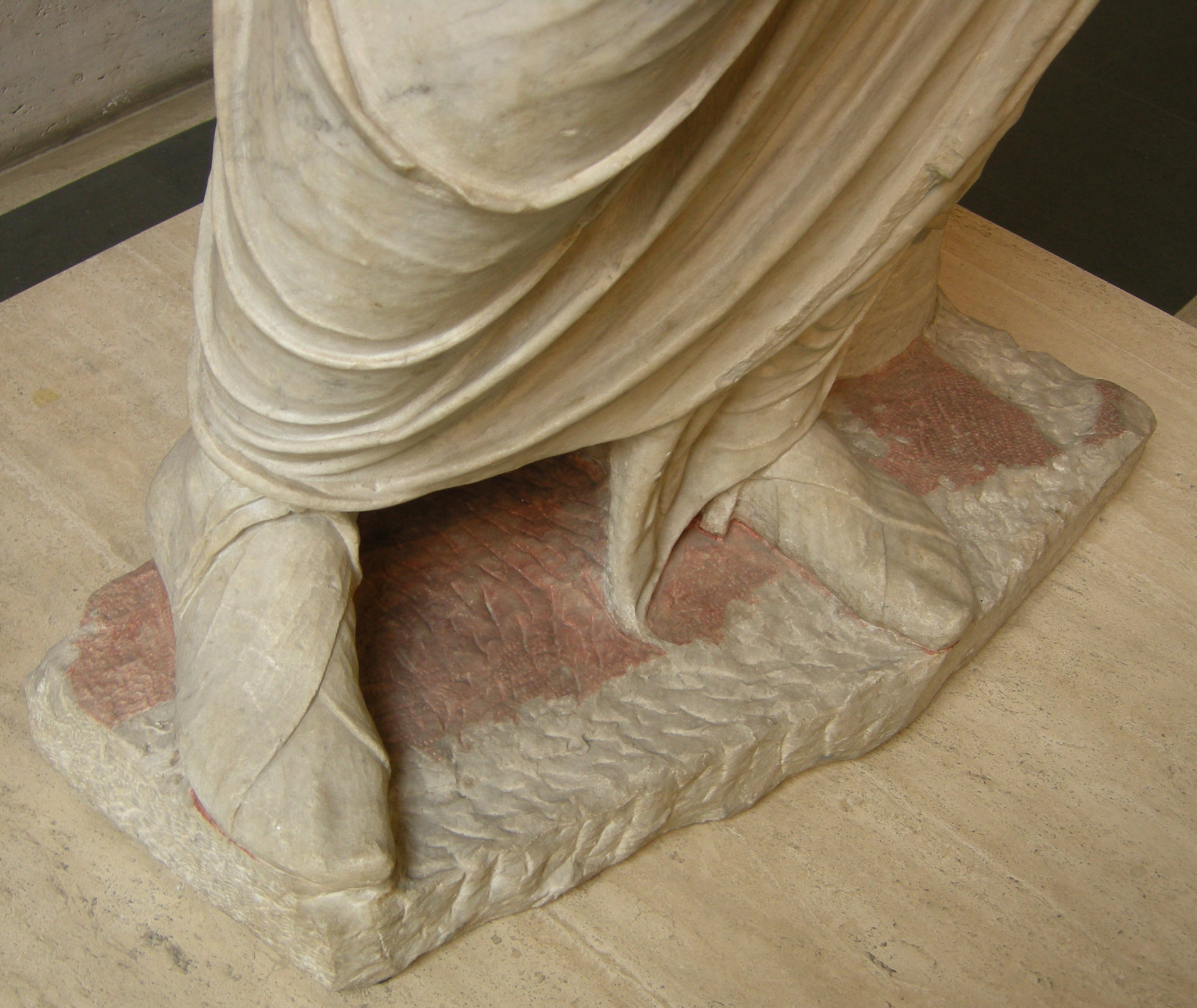
Dettaglio della base